# Wohngesundheit
Wohngesundheit bezeichnet die Anforderungen an Wohngebäude im Hinblick auf die Gesundheit ihrer Bewohner. Im weiteren Sinne sind diese auch auf andere Gebäude mit Aufenthaltsräumen übertragbar. Im Vordergrund steht dabei meist der Umgang mit Schadstoffen in Raumluft und Baumaterialien sowie die Einrichtung.
Auch die klimatische Behaglichkeit kann einen Einfluss auf die Gesundheit von Nutzern eines Gebäudes haben.